# BK Forward
Der BK Forward ist ein schwedischer Fußballverein aus Örebro. Der Klub spielte mehrere Jahre in der zweiten schwedischen Liga.

## Geschichte
BK Forward gründete sich 1934 unter dem Namen IF Svea, gab sich aber bereits kurze Zeit später den aktuellen Namen. Nachdem die Mannschaft in der Spielzeit 1940/41 kurzzeitig drittklassig gespielt hatte, hielt sich der Klub nach dem sofortigen Wiederaufstieg bis 1945 in der dritten Liga. Dieses Mal dauerte es bis 1956, ehe erneut die Rückkehr gelang. Wiederum blieb der Klub nur kurzzeitig in der Liga und entwickelte sich in den folgenden Jahren zur Fahrstuhlmannschaft. Ab 1967 etablierte sich die Mannschaft auf dem dritten Liganiveau und schaffte Mittelfeldplätze. 1973 fehlte als Tabellenzweiter hinter IFK Falköping ein Punkt zum Staffelsieg in der Division 3 Östra Svealand, 1977 mit derselben Platzierung hinter Degerfors IF sieben Punkte. Zwei Jahre später zog die Mannschaft als Erster in die Aufstiegsrunde, in der sie nach Siegen gegen Motala AIF und Jonsereds IF vorzeitig als Aufsteiger in die zweite Liga feststand.
Mit fünf Punkten Rückstand auf einen Nicht-Abstiegsplatz beendete BK Forward die erste Spielzeit in der Zweitklassigkeit und musste mitsamt IF Brommapojkarna und Hudiksvalls ABK wieder absteigen. Als Staffelsieger zog die Mannschaft die Aufstiegsrunde ein und setzte sich dort zunächst gegen Varbergs BoIS durch, scheiterte aber in der zweiten Runde an Myresjö IF. Zwar belegte sie auch in den folgenden Spielzeiten vordere Plätze, erst 1986 gelang als Staffelsieger und einem 1:0-Heimsieg und einer 1:2-Auswärtsniederlage gegen Falkenbergs FF in den Aufstiegsspielen aufgrund der Auswärtstorregel der Wiederaufstieg. BK Forward etablierte sich in der Zweitklassigkeit und konnte 1989 hinter Hammarby IF, Vasalunds IF und Kiruna FF den vierten Tabellenrang belegen. Mitte der 1990er Jahre ging es mit dem Klub bergab. Nachdem 1995 der letzte Nicht-Abstiegsplatz belegt worden war, stieg er im folgenden Jahr zusammen mit Visby IF Gute, IK Sirius und Gimonäs CK in die Drittklassigkeit ab.
Nach einem neunten Tabellenplatz 1997 verpasste BK Forward in der anschließenden Spielzeit als Dritter hinter Enköpings SK und Tyresö FF den Wiederaufstieg. 2000 beendete die Mannschaft die Serie als Tabellenführer, verlor in der Aufstiegsrunde beide Spiele gegen Motala AIF. 2002 wurde das Ergebnis wiederholt, dieses Mal setzte sich die Mannschaft nach einem 0:0-Remis auf eigenem Platz Dank einen 4:4-Unentschieden im Auswärtsspiel bei Husqvarna FF durch. In der Zweitligaspielzeit 2003 gewann sie jedoch nur sieben Saisonspiele und stieg zusammen mit IFK Malmö und IF Sylvia wieder ab.
In der dritten Liga etablierte sich BK Forward im vorderen Bereich und überstand 2005 eine Ligareform auf dem dritten Liganiveau.

## Andere Abteilungen
Zeitweise wurden bei BK Forward andere Sportarten neben Fußball betrieben. Zu Beginn gab es eine Bandyabteilung. Diese wurde zunächst 1941 eingestellt, als Eishockey eingeführt wurde. 1960 nahm man beim Klub das Bandyspielen wieder auf, 1978 wurde die Abteilung jedoch erneut geschlossen. 1985 hörte die Eishockeyabteilung auf, zu existieren. Die Eishockeyabteilung des Vereins nahm in den 1940er und 1950er Jahren mehrfach an der damals noch im Pokal-Modus ausgetragenen schwedischen Meisterschaft teil.